# 羊丽鱼属
羊麗魚屬，是條鰭魚綱䲁形目麗魚科下的一個屬。

## 分類
本屬屬於褶唇麗魚亞科，目前被認可的種如下：
- 利氏羊麗魚 Caprichromis liemi
- 直頜羊麗魚 Caprichromis orthognathus